# Троицкое (Хакасия)
Тро́ицкое (хак. Троицкай) — село в Боградском районе Хакасии. Административный центр Троицкого сельсовета.

## География
Находится в 18 км к северо-востоку от райцентра — с. Боград. Село расположено на р. Тесь, на трассе Р257 «Енисей». Расстояние до г. Абакан — 72 км, до ближайшей железнодорожной станции Сон — 63 км. Узел автомобильных дорог на Красноярск, Абакан (трасса федерального значения Р257 «Енисей»), Боград, Абакано-Перевоз.

## История
Троицкое образовано в 1918 г. русскими переселенцами. Название происходит от религиозного праздника Троицы — в этот день жителями был произведен раздел земли.
В 1920 году в селе насчитывалось 200 дворов. В 1927 году образован колхоз имени 10-летия Октября.
В годы Великой Отечественной войны 147 жителей села не вернулись с фронта.
В 1967 году образован совхоз «Троицкий» за счет разукрупнения совхозов «Знаменский» и «Советская Хакасия». Центральная усадьба располагалась в с. Абакано-Перевоз, позднее была перенесена в с. Троицкое. Имело фермы Троицкое и Абакано-Перевоз, 42707 га земли, в том числе 23114 пашни. Направление развития — зерновое. Первым директором был П. И. Соболев. Заметное развитие получил в 70-е гг. XX века: велось усиленными темпами строительство жилья, кролиководческого комплекса, производственных объектов и оросительных систем, поднялась урожайность зерновых в 1988 до 21,4 ц/га, увеличилось поголовье крупного рогатого скота до 2152 голов, в том числе 960 коров, овец — до 26120 и кроликов — до 10 тыс. голов. Надои возросли до 2139 кг, настриг шерсти — до 4,6 кг с овцы. Рентабельность составляла 118 %.
В 2000 году совхоз был реорганизован в сельхозпредприятие «Троицкое».

## Население
| 2002 | 2010 |
| ---- | ---- |
| 647  | ↘616 |

## Экономика
Основное предприятие — сельхозпредприятие «Троицкое» (растениеводство, животноводство).

## Инфраструктура
В селе имеются средняя школа, амбулатория, дом культуры, библиотека.